# Johanna Wolf
Johanna Wolf (Monaco di Baviera, 1º giugno 1900 – Monaco di Baviera, 5 giugno 1985) è stata una funzionaria tedesca, segretaria principale di Adolf Hitler. Entrò a far parte della segreteria personale di Hitler nell'autunno del 1929 come dattilografa. Fu capo segreteria di Hitler fino alla notte tra il 21 e il 22 aprile 1945, quando le fu ordinato di lasciare Berlino.

## Biografia
Nacque a Monaco di Baviera nel 1900 e dal 1922 al 1928 lavorò per il dottor Alexander Glaser della Dieta bavarese. Successivamente lavorò per Gregor Strasser nella sede del Gau del partito nazista della Bassa Baviera e dell'Alto Palatinato. Nell'autunno del 1929, entrò a far parte della segreteria personale di Hitler come dattilografa e si iscrisse nel Partito nazista. Prima del 1933, svolse lavori di segreteria anche per Rudolf Hess e Wilhelm Brückner, all'epoca aiutante capo e guardia del corpo di Hitler.
Quando Hitler divenne cancelliere nel gennaio 1933, entrò come segretaria nella sua Cancelleria privata. Era una delle sue segretarie più anziane e di più lunga data: Hitler si rivolgeva formalmente come "Frau" o "Fräulein" con le altre segretarie, lei usava chiamarla "Wölfin", cioè "Lupa", per la sua nota ossessione per i lupi. La Wolf e Hitler avevano un rapporto stretto: era ampiamente considerata come la risorsa più autorevole e completa per le informazioni su Hitler. Oltre ad essere una nazista convinta, era una persona fidata dell'entourage di Hitler.
Visse nella Wolfsschanze, la cosiddetta Tana del Lupo, vicino a Rastenburg, il quartier generale militare di Hitler sul fronte orientale della seconda guerra mondiale, dal 1941 fino a quando lui e il suo staff partirono per l'ultima volta il 20 novembre 1944. Quando Hitler ritirò il suo quartier generale nel Führerbunker di Berlino nel gennaio 1945, anche lei lo seguì con tutto lo staff. Il Führerbunker era situato sotto la Cancelleria del Reich, nel centro di Berlino. Divenne l'epicentro del regime nazista fino alla fine dell'aprile 1945, dove Hitler pranzava regolarmente con Wolf e l'altra collega segretaria Christa Schroeder.
Nella notte tra il 21 e il 22 aprile 1945, Hitler, deciso a rimanere a Berlino fino alla morte, inviò Wolf e Schroeder con un aereo della Fliegerstaffel des Führers a Salisburgo e da qui nella sua casa a Berchtesgaden, in Baviera. Wolf rimase a Berchtesgaden fino al 2 maggio e poi si recò a casa della madre a Bad Tölz, dove fu arrestata e fatta prigioniera il 23 maggio dalle truppe statunitensi del CIC. Quando fu fatta prigioniera, la regista tedesca Leni Riefenstahl riuscì a farle rivelare alcune informazioni su Hitler. Disse che le persone vicine a Hitler non riuscirono a sfuggire al suo magnetismo fino alla sua morte, anche se diventò piuttosto emaciato con il passare del tempo. Era così fedele a Hitler che avrebbe voluto morire con lui nel Führerbunker, ma se ne andò perché Hitler la esortò a partire per il bene della madre ormai ottantenne. Sostenne inoltre che Hitler non era a conoscenza di ciò che stava accadendo in Germania durante il suo governo, che i fanatici esercitarono sempre più influenza su di lui e che inviavano ordini di cui Hitler non sapeva nulla. Insieme alla Schroeder, rimase prigioniera fino al 14 gennaio 1948 e in seguito si trasferì a Kaufbeuren. 
A differenza di altre segretarie come Traudl Junge e Christa Schroeder, si rifiutò sempre di rilasciare interviste o di rivelare altre informazioni, anche negli anni settanta quando le fu offerta una grossa somma di denaro per scrivere le sue memorie. Ogni volta che le veniva chiesto di farlo, lei dichiarava di essere stata una segretaria "privata" e, in quanto tale, di ritenere che fosse suo dovere non rivelare mai nulla su Hitler.
Morì a Monaco il 5 giugno 1985 all'età di 85 anni.